# Енглески онакав какав се говори
Енглески онакав какав се говори је југословенски црно-бели филм из 1970. године. Режирала га је Соја Јовановић, а сценарио је писао француз Тристан Бернард.

## Улоге
| Глумац                 | Улога |
| ---------------------- | ----- |
| Драгомир Чумић         |       |
| Србољуб Милин          |       |
| Миодраг Петровић Чкаља | Езен  |
| Јелисавета Саблић      |       |
| Олга Станисављевић     |       |
| Данило Бата Стојковић  |       |
| Бора Тодоровић         |       |